# Amorimia
Amorimia là một chi thực vật có hoa trong họ Malpighiaceae.

## Loài
Chi Amorimia gồm các loài: